# Vassili Prokhorovitch Pronine
Pour le cinéaste, voir Vassili Markelovitch Pronine.
Vassili Prokhorovitch Pronine (russe : Васи́лий Про́хорович Про́нин), né le 25 décembre 1905 et décédé le 12 octobre 1993, était un homme politique soviétique et ancien maire de Moscou.

## Biographie
Pronine naît au village de Pavlovo dans le Gouvernement de Riazan au sein d'une famille paysanne. Il exerce dans sa jeunesse plusieurs métiers manuels aussi bien comme ouvrier agricole ou à l'usine. 
En 1925, il rejoint le Parti communiste et milite au sein du Komsomol. Diplômé de l'Institut des professeurs rouges en 1933, il gravit les échelons du parti jusqu'à en occuper le poste de secrétaire du comité de la ville de Moscou. Le 14 avril 1939, il devient Président du comité exécutif du soviet de Moscou (Mossoviet) qui sert de conseil municipal à la ville. Il contribue à ce titre à organiser, avec le responsable moscovite du parti, Alexandre Chtcherbakov, la défense civile de la capitale lors de l'approche des troupes allemandes.
En 1944, il est nommé comme vice-président des commissaires du peuple de la RSFSR. Il sert ensuite à partir de 1946 dans divers commissariats ainsi que comme vice-président du Gosplan. Il est mis à la retraite en 1957 avec la mainmise du pouvoir de Nikita Khrouchtchev. Il fut membre du Comité central du parti entre 1941 et 1956, et membre du Soviet suprême entre 1946 et 1950. Il décède à Moscou en 1993, et est inhumé au cimetière de Kountsevo.

## Décorations
- l'ordre de Lénine (2 fois)
- Ordre du Drapeau rouge du Travail